# 黒ラブ教授
黒ラブ教授（くろラブきょうじゅ）は、日本のピン芸人、大学教員。よしもとクリエイティブ・エージェンシー所属。東京都出身。研究者としては、本名の湯沢友之名義で活動をしている。
東京大学大学院客員研究員。国立科学博物館認定サイエンスコミュニケータ。

## 来歴
吉本総合芸能学院（NSC）8期生。NSC卒業後、東京工科大学大学院で、ティーチングアシスタントや研究員を経て大学の講師になった（勤務大学は非公開）。その間、ライブ活動はほぼしていない。2009年7月から本格的に芸人として活動している。
芸名の由来は、講師から大学の先生と正式に言える事から、「ネタ中に大学で先生をしているのですが」と言った所、教授と勘違いされたりしたことから。ただし教授だけだとイメージが硬いので、やわらかいイメージの黒ラブという言葉を加えたとの事。
2014年～2015年、東京国際科学フェスティバル2014.2015の広報大使を務める。
2021年から科学の甲子園、科学の甲子園ジュニアの応援団を務める。
日本テレビの番組内で、キングオブマッドサイエンティストに選ばれる。

## エピソード
大学の講師とは思えないほどの天然であり、専門知識はあるが生活の知識には疎い。見た目は大学生で通ってしまいそうなほど若く、声が高い。大学生に「先公来ないねー」（大学生に間違えられた）と言われた経験を持つ。年齢については非公開。
顔文字、「～」記号が好きで、ソーシャルネットワークやブログで顔文字を多用している。
ファンからは「教授さん」「黒ラブさん」と呼ばれる。
専門の研究は、蛍光を利用した植物の健康診断。
AGEAGELIVEの出演者の一押しピン芸人ランキングで7位。

## 芸風
- 黒いシャツ、赤いパンツ、蝶ネクタイ、白衣を着ている。(昔はパンツも黒)
- 「普段理系の大学の応用生物科で先生をしているんですが、今日も授業します」というフレーズを最初に言う。
- 「はーい！ニュートリノ」というフレーズを言う。本人は発作が起きたと言ってる。
- 「好きな四字述語は微分積分です」というフレーズを言う。
- フリップを使用した漫談をする。
- ネタは理系を絡めた物となっている。
- 分子生物学、恋愛物理学、人類進化学、ウイルス学などの授業ネタがある。

## 出演

### テレビ・ネット・ラジオ
- ヨシモト∞（ヨシモト無限大）
- DA!DA!DA!PUMP（TBS系）
- ダウンタウンのガキの使いやあらへんで ガキの使い罰ゲーム!!笑ってはいけない高校(日本テレビ)
- やまだひさしのニコラジ（ニコニコ生放送公式チャンネル）
- もうすぐニコラジ（ニコニコ生放送公式チャンネル）
- ニコラジサタデー（ニコニコ生放送公式チャンネル）
- センター試験解いてみた！(ニコニコ生放送公式チャンネル）
- YNN(よしもとネタネットワーク）
- YNN千葉(よしもとネタネットワーク）
- NCVニューメディア函館センター(ケーブルテレビ）
- 爆笑ヒットパレード フジ男（フジテレビ）
- サイエンスチャンネル(科学技術振興機構）
- 独立行政法人科学技術振興機構SciencePortal
- よしもとニュースセンター
- 劇場版「とある魔術の禁書目録」Blu-ray&DVD発売記念 103000秒TV～魔術と科学は世界を救う～（ニコニコ生放送公式チャンネル）
- 黒ラブ教授のプチサイエンスカフェ（YouTube公認番組）
- Facebook navi（Facebook公認サイト）
- 東京国際科学フェスティバル2014（東京国際科学フェスティバル公式サイト）
- 東京国際科学フェスティバル2015（東京国際科学フェスティバル公式サイト）
- キラリけいざい（サンテレビ）
- サイエンスZERO（NHK Eテレ）
- BSデジ魂（BS日本テレビ）
- アポロン（TOKYO FM）
- 人気芸人×有識者で送る大人のニュース トーク番組！『よしニュー ～よしッ！もっと分かったニュース！～』(ひかりTV)
- 人気芸人×有識者で送る大人のニュース トーク番組！『よしニュー スペシャル』(ひかりTV)
- スタディトライ（RKB毎日放送、北海道文化放送）
- オールナイトニッポンｗ（ニッポン放送×吉本興業）
- 千原せいじのKidsWorld（北陸朝日放送）
- みんな今日の出来事教えて理系男子のダラダラ（LINEライブ）
- 理系男子となんか話して見ない？黒ラブ教授のただしゃべ（SHOWROOM）
- 世界トップレベル研究拠点プログラム（WPI）サイエンスシンポジウム生中継（ライブと研究11連発）（ニコニコ生放送公式チャンネル）
- ハフポスト
- Yahooニュース!
- オルタナオンライン
- よしもと好きなモノ大学(よしもと公式YouTubeチャンネル）
- 本能Z（CBCテレビ）
- ネクストブレイク「芸能人に●RECエスト アナタにしか撮れない映像をお茶の間に」(日本テレビ)
- 科学のラジオ～Radio Scientia～(ニッポン放送)
- 2030年の滋賀と私を考える会議　今の私、未来の私。どう行動する？(びわ湖放送)
- なりきり！むーにゃん生きもの学園(Eテレ)
- THE FLINSTONE(BayFM)
- さいたまーず「ＳＤＧｓスペシャル！～黒ラブ教授～」(NHKラジオさいたま)
- 汐留☆新鮮組(日本テレビ)
- NHKニュース朝東北(NHK)
- トータルテンボスと楽しく学ぶ SDGｓ in 豊橋(東海テレビBSよしもと)

### 新聞・雑誌
- 「Science Window(サイエンスウィンドウ)2012年早春号(2-3月)第5巻6号」(科学技術振興機構、2012年2月1日)
- 「季刊理科の探検(RikaTan)2012年夏号」(株式会社SAMA企画、2012年5月26日）
- 「北海道新聞夕刊」(北海道新聞社、2012年8月15日）
- 「季刊理科の探検(RikaTan)2012年秋号」(株式会社SAMA企画、2012年8月25日）
- 「季刊理科の探検(RikaTan)2012年冬号」(株式会社SAMA企画、2012年11月26日）
- 「サイエンスコミュニケーション Vol.1」(日本サイエンスコミュニケーション協会、2012年12月1日）
- 「季刊理科の探検(RikaTan)2013年春号」(株式会社SAMA企画、2013年2月26日）
- 「理科教育ニュース4月8日号」（少年写真新聞社、2013年4月8日)
- 「季刊理科の探検(RikaTan)2013年夏号」(株式会社SAMA企画、2013年5月27日）
- 「季刊理科の探検(RikaTan)2013年秋号」(株式会社SAMA企画、2013年8月27日）
- 「季刊理科の探検(RikaTan)2013年冬号」(株式会社SAMA企画、2013年11月26日）
- 「季刊理科の探検(RikaTan)2014年春号」(株式会社SAMA企画、2014年2月26日）
- 「季刊理科の探検(RikaTan)2014年夏号」(株式会社SAMA企画、2014年5月27日）
- 「季刊理科の探検(RikaTan)2014年秋号」(株式会社SAMA企画、2014年8月26日）
- 「JSTnews 2014年11月号」 (独立行政法人科学技術振興機構、2014年11月）
- 「季刊理科の探検(RikaTan)2014年冬号」(株式会社SAMA企画、2014年11月26日）
- 「季刊理科の探検(RikaTan)2015年春号」(株式会社SAMA企画、2015年2月26日）
- 「季刊理科の探検(RikaTan)2015年夏号」(株式会社SAMA企画、2015年5月26日）
- 「季刊理科の探検(RikaTan)2015年秋号」(株式会社SAMA企画、2015年8月26日）
- 「北海道新聞朝刊」(北海道新聞社、2015年11月2日）
- 「日刊工業新聞」(日刊工業新聞社、2015年11月16日)
- 「季刊理科の探検(RikaTan)2015年冬号」(株式会社SAMA企画、2015年11月26日）
- 「RikaTan（理科の探検）2016年4月号」(株式会社SAMA企画、2016年2月26日）
- 「ケイサン・ブッシツ・カガク」CMSI広報誌Torrent増刊号ムック本（計算物質科学イニシアティブ（CMSI）、2016年3月5日)
- 「RikaTan（理科の探検）2016年8月号」(株式会社SAMA企画、2016年7月26日）
- 「RikaTan（理科の探検）2016年12月号」(株式会社SAMA企画、2016年10月26日）
- 「ケイサン・ブッシツ・カガク」電子書籍(学研プラス、2016年11月11日)
- 「化学工学」Vol.81 No.1(2017)電子書籍 (化学工学学会誌、2016年12月22日)
- 「季刊理科の探検(RikaTan)2012年夏号」電子書籍(株式会社SAMA企画、2017年2月26日）
- 「RikaTan（理科の探検）2017年4月号」紙面書籍と電子書籍(株式会社SAMA企画、2017年2月26日）
- 「RikaTan（理科の探検）2017年8月号」紙面書籍と電子書籍(株式会社SAMA企画、2017年6月26日）
- 「RikaTan（理科の探検）2017年12月号」紙面書籍と電子書籍(株式会社SAMA企画、2017年10月26日）
- 「JSTnews 2018年1月号」 (独立行政法人科学技術振興機構、2018年1月）
- 「RikaTan（理科の探検）2018年4月号」紙面書籍と電子書籍(株式会社SAMA企画、2018年2月26日）
- 「RikaTan（理科の探検）2018年8月号」紙面書籍と電子書籍(株式会社SAMA企画、2018年6月26日）
- 「RikaTan（理科の探検）2018年12月号」紙面書籍と電子書籍(株式会社SAMA企画、2018年10月26日）
- 「RikaTan（理科の探検）2019年4月号」紙面書籍と電子書籍(株式会社SAMA企画、2019年2月26日）
- 「COMMERCIAL PHOTO　コマーシャルフォト2021年7月号」(玄光社、2021年7月）
- 「科学の心を培うブックトーク」『としょかん通信』12月号付録（公益社団法人全国学校著書館協議会、2020年12月1日）
- 「ビタミンママvol.94」(株式会社VM、2022年9月16日）
- 「教育ルネサンス」(読売新聞社、 2023年2月2日）

### 劇場・ライブ
- AGE AGE LIVE
- 渋谷ばちーんんんchallenge
- 渋谷ばちーんんんchallengeバトル
- 渋谷ばちーんんんhop
- よしプリ スペシャルライブ ROAD TO ステージマンショー
- R-1ぐらんぷり
- ルート33 Presents!よしもと超若手寄席
- ヨシモト∞ホール世界一への挑戦
- Kingチャレンジ
- GetKingLive
- Getkingチャンス
- 2012春休みはユニットＷｅｅｋ「新ピン！ＬＩＶＥ」
- 2012夏休みはユニットＷｅｅｋ「新ピン！ＬＩＶＥ」
- 2012冬休みはユニットＷｅｅｋ「新ピン！ＬＩＶＥ」
- 理系ナイト(1-14)
- あんぜんピン
- よしもとExP
- 5じ6じバトル
- 頂～itadaki～Battle
- ギャラクシーバトル
- ユニット∞オーディション
- HAPPY∞HALLOWEEN DANCE ALL NIGHT ～お菓子なんていらない！踊りまくって朝までバリ盛り上がろう!!～
- 千原せいじに○○○○について聞こうトークライブ
- ありがとう2016年！千原せいじとカウントダウン！～沼津でしか見れない笑いがここにある！～
- 千原せいじの特殊能力集団"よしもとX"
- CHANGEライブ

### 単独ライブ・イベント
- 理系授業をお笑いに！黒ラブ教授の科学フェスティバルぅヽ(´▽`)/(東京国際科学フェスティバル2011クロージングイベント)2011年10月8.9.10日
- 黒ラブ教授と超高速300秒お笑い理系授業(*´д`*)楽しんじゃおうツアー(サイエンスアゴラ2011)2011年11月19.20日
- お笑いサイエンスライブショー(科学技術館科学ライブショー「ユニバース」)2012年1月7日
- 夏休みグローリー科学体験教室 科学実験ライブ 黒ラブ教授のホバークラフトを知っちゃおう(株式会社グローリー株式会社リバネス)2012年7月21日.8月25日
- 黒ラブ教授のお笑い科学技術館シンラドームライブ「うちの湯のみはもちろん200mlコニカルビーカだぁヾ(＠゜▽゜＠)ノビカビカ！」(科学技術館科学ライブショー「ユニバース」)2012年7月28日
- 黒ラブ教授の理系お笑い300ｓデジタルライブ「えっ？合コンって合理的なコンパスの略でしょ？ヽ(´▽`)/ﾁｶﾞｳﾖTour」(はこだて国際科学祭2012)2012年8月18日
- 黒ラブ教授の理系お笑いライブ「試験管ばさみで、みんなの心をわしづかみヾ(＠゜▽゜＠)ノライブ」(はこだて国際科学祭2012)2012年8月19日
- 科学雑誌 理科の探検(Rika Tan)プレゼンツよしもと理系芸人 黒ラブ教授のたまごかけごはんヽ(´▽`)/紙面から飛び出しちゃいましたライブ～本屋さん「理科の探検」誌は、「ニュートン」誌の隣に置いてください～2012年9月29.30日
- 黒ラブ教授の 理系お笑いライブぅ～ヽ(´▽`)/笑いを科学するマジ授業つき!?（ふだん着で科学を）(東京国際科学フェスティバル2012)2012年10月8日
- 工学系お笑いライブ（東京都立産業技術研究センター、多摩テクノプラザ）2012年10月20日
- 吉本興業がサイエンスカフェをやったらこうなりましたぁ「黒ラブ教授の笑いを科学！ ～ドリンクとお菓子と理系お笑いライブつき♪～」 (中央区まるごとミュージアム2012中央区立月島試写会教育会館晴海分館アートはるみ）2012年11月3日
- よしもと芸人黒ラブ教授 日本科学未来館お笑い理系ライブ・ブー(*‘ω‘ *) チョウコウソクダヨ (サイエンスアゴラ2012）2012年11月10.11日

- よしもと芸人黒ラブ教授 静岡科学館る・く・る お笑い理系ライブ(*‘ω‘ *) ブー ごーーしーヽ(´▽`)/にじゅう inサイエンスピクニック(静岡科学館） 2013年3月9.10日
- サイエンスカフェ「黒ラブ教授の笑いをエンタ的、科学的にみちゃおう！～笑いって何だろ？どうやって笑いを作るのかな？～in 東芝科学館」(東芝科学館）2013年4月13日
- 笑いのひみつ 笑いの効果、科学的に知ってみませんか？吉本興業の芸人＋理系大学の先生が話す科学のお話 （中央区民カレッジ｢カレッジデビュー講座）2013年7月5日
- 黒ラブ教授の理科お笑いドームライブ 科学技術館にやってきたぁ～｡* ﾟ + ｡･ﾟ･｡･ヽ(*´∀`)ﾉシンラドーム！(科学技術館科学ライブショー「ユニバース」)2013年8月3日
- 夏休みスペシャル工学系お笑いネタライブ「科学をエンタに！東芝ハカセになろう！」(東芝科学館）2013年8月21日
- 夏休みグローリー科学体験教室 科学実験ライブ ロボットを作るメニカニカルマンになっちゃおう！(株式会社グローリー株式会社リバネス) 2013年7月20日,8月24日
- 東京都立産業技術研究センター多摩テクノプラザウェルカムデー記念ライブ工学系お笑いライブ（東京都立産業技術研究センター、多摩テクノプラザ）2013年10月19日
- 黒ラブ教授の日本科学未来館理系お笑いライブヽ(´▽`)/ブー (サイエンスアゴラ2013）2013年11月9.10日
- リケコン(理系合コン）(東京国際科学フェスティバル2013イベント)2013年11月24日
- 夏休みスペシャル工学系お笑いネタライブ「科学をエンタに！100%東芝ハカセになろう！」(東芝未来科学館）2014年8月9.10日
- 夏休みグローリー科学体験教室 ハイテクロボットを作るメニカニカルマン体験らいぶっぶ～(グローリー株式会社、株式会社リバネス) 2014年7月19日,8月23日
- サイエンスカフェ リケコン in 科学技術館 (東京国際科学フェスティバル2014） 2014年9月14日
- NHKサイエンススタジアム2014 （NHK）2014年10月18日
- 今年も来たよ！理系お笑いトークライブ！ 理系大学の先生で、よしもと芸人！黒ラブ教授（吉本興業）のお笑い理科授業！「笑えば理科も、わっかりやすい～～～」（東京都立産業技術研究センター、多摩テクノプラザ） 2014年10月25日
- ～リケジョへの誘い～岡大方式 第3弾サイエンストライアル 吉本興業理系お笑い芸人 黒ラブ教授のサイエンストークショー-JST中高生の理系進路選択支援プログラム-（岡山大学) 2014年11月2日
- 黒ラブ教授の理系笑いライブヽ(´▽`)/ブー体験版 (サイエンスアゴラ2014）2014年11月8、9日

- 黒ラブ方式サイエンスコミュニケーション論ヽ(´▽`)/（第3回TUT-CMSI 計算物質科学見える化シンポジウム TUT:豊橋技科大、CMSI:計算物質科学イニシアティブ(東京大学物性研究所・自然科学研究機構分子科学研究所・東北大学金属材料研究所））2015年2月28日
- 黒ラブ教授のお笑いかがくらいぶっぶ～ヽ(´▽`)/in高輪児童館 (港区立高輪児童館）2015年3月24日
- 夏休みグローリー科学体験教室 力の流れを読みカムカムカーをあやつるスペシャリストになっちゃおうらいぶっぶ～～ (グローリー株式会社、株式会社リバネス)2015年7月25日,8月22日
- 東京国際科学フェスティバルスターティングイベント (三鷹ネットワーク大学）2015年9月5日
- シルバーウィークサイエンス茶房 黒ラブ教授の笑いと健康の科学 ～笑いの仕組みを知ってみませんか?～（東芝未来科学館）2015年9月22日
- 理化学研究所、計算科学研究機構共済イベント 科学を楽しく伝えるには？黒ラブ・サイエンスコミュニケーション論（理化学研究所、計算科学研究機構）2015年10月23日
- よしもとの大学の先生芸人 黒ラブ教授による、理系お笑いスパコンらいぶっぶ～ヽ(´▽`)/ﾅｶﾐｱﾙﾖ（理化学研究所、計算科学研究機構）2015年10月24日
- TV授業「よしもとの大学の先生芸人 黒ラブ教授による、理系お笑いスパコンらいぶっぶ～ヽ(´▽`)/ﾅｶﾐｱﾙﾖ」（東京大学柏キャンパス一般公開2015) 2015年10月23.24日
- 学んでお笑いトーク 研究者は何をやっているのかな？計算化学とスーパーコンピュータライブ（日本コンピュータ化学会2015年秋季年会）2015年11月1日
- サイエンスコラボレーションカフェvol.1 2015年11月3日
- Google Science Jam (Google) 2015年11月14日
- 日本科学未来館全ステージツアー黒ラブ教授の理系笑いライブヽ(´▽`)/ブー体験版 (サイエンスアゴラ2015）2015年11月14,15日
- 計算化学と理系のお笑いライブin江戸川区立小松川第二中学校 (江戸川区科学教育センター江戸川区立小松川第二中学校) 2015年11月28日
- NHKサイエンススタジアム2015 （NHK）2015年12月5日
- 第4回TUT-CMSI 計算物質科学見える化シンポジウム（主催 豊橋技術科学大学(TUT)、計算物質科学イニシアティブ(CMSI))2016年3月5日
- 産研サイエンスカフェ 黒ラブサイエンスコミュニケーション論（大阪大学産業科学研究所一般公開日) 2016年5月1日
- 科学を楽しく伝えるには？黒ラブサイエンスコミュニケーション論（大阪大学産業科学研究所内部オリエンテンテーション）2016年5月2日
- 夏休みグローリー科学体験教室 キセキの乗り物、自分だけのホバークラフトを作っちゃおうらいぶっぶ～(グローリー株式会社、株式会社リバネス) 2016年7月23日、8月20日
- リカタンナイト 恐怖や陰謀論やニセ科学を科学的に見てみようトークライブ（RikaTan（理科の探検）イベント）2016年10月4日
- よしもとの大学の先生芸人「黒ラブ教授」による研究者ばりに、スパコンの事がわかっちゃう、きゃーー！かんたんお笑い京らいぶっぶーヽ(´▽`)/最初に見ると良いかも～（理化学研究所、計算科学研究機構、一般公開）2016年11月5日
- 女子のための理系☆きっかけフェスタ！黒ラブ教授とお笑い理系授業(*´д`*)楽しんじゃえ！らいぶっぶ～ (愛知県、あいち男女共同参画社会推進・産学官連携フォーラム）2016年11月6日
- NHKサイエンススタジアム2016 （NHK）2016年12月3日

- ご高齢向けワークショップ 科学の実験特技を身につけちゃえ！！！（東芝未来科学館 2017年3月16日）
- プロの人は、科学技術館をカギカンと言うよ！黒ラブ教授の科学技術館×ユニバース理系笑いﾗｲﾌﾞ(´▽`)/ｯﾌﾞｰ(科学技術館科学ライブショー「ユニバース」)2017年6月10日
- 夏休みグローリー科学体験教室 科学実験ライブ 最初の回転の動きをどうにか変えて操れ！ハイテクロボットを作るメカニカルマン体験らいぶっぶ～ （グローリー株式会社・関電サービス株式会社・サンズムーン株式会社）2017年7月22日、8月19日
- 笑いを科学する黒ラブ教授の笑いのひみつトークどこまで科学的に分析できているの？笑いの健康効果！（リカタンズカフェ）2017年9月29日
- 科学お笑いショー；かがくの特技、身につけちゃえ！笑いﾗｲﾌﾞ(´▽`)/ｯﾌﾞｰ！！(*´д`*)友だち、親を、おどろかせちゃえ！

（北陸電力アリス館志賀）2017年10月21日
- 国連と吉本興業が組みました♪黒ラブ教授のSDGsって何？理系お笑いﾗｲﾌﾞ(´▽`)/ｯﾌﾞｰinサイエンスアゴラ 日本の科学技術とSDGsについて (サイエンスアゴラ2017）2017年11月25.26日
- 舞台「酸素 ～誰が『発見』した？～」（国立科学博物館）2017年12月10日
- 科学お笑いショー；かがくの特技、身につけちゃえ！お笑いﾗｲﾌﾞ(´▽`)/ｯﾌﾞｰ！！(*´д`*)友だち、親を、おどろかせちゃえ！（発見工房クリエイト理科実験教室）2018年1月20日
- WEcafe座談会「理系お笑い芸人・黒ラブ教授に聞く！ 興味の無い方とのサイエンスコミュニケーション」（Wecafe）2018年1月27日
- よしもとの大学の先生芸人黒ラブ教授のWPIサイエンスシンポジウムお笑い科学ライブッブぅーー「最先端の科学？」「知られざる科学？」何それ！笑って知っちゃおー(●´ｴ`●)エヘヘスペシャル（世界トップレベル国際研究拠点形成促進プログラム（WPI）、国際統合睡眠医科学研究機構、日本学術振興会）2018年2月11日
- よしもとの大学の先生芸人黒ラブ教授お笑い科学実験ライブッブぅーー(●´ｴ`●)ミニライブ。10分で短いから無謀だよスペシャル（笑）（世界トップレベル国際研究拠点形成促進プログラム（WPI）、国際統合睡眠医科学研究機構、日本学術振興会）2018年2月11日
- 黒ラブ教授の日頃の勉強にインフルエンスしちゃおうお笑い科学ライブ(*´д`*)/ッブー！！大人も学生もin沼津予備校（よしもと沼津劇場）2018年4月30日
- 夏休みグローリー科学体験教室 大小の歯車でミラクルを起こせ！力の流れを操るパワフルロボを作っちゃえらいぶっぶ～ 株式会社グローリー・関電サービス株式会社・サンズムーン株式会社 グローリー株式会社 2018年7月21日、8月25日
- 伊藤忠商事夏休み環境教室 2030年未来予想～知って考えてお得！黒ラブ教授のSDGsで楽しい未来をつくっちゃおう～お笑いライブヽ(*´∀`)/（伊藤忠商事）2018年7月24日
- 体験と学びの環境博 信州環境フェア2018 2030年未来予想～大人も子供も知ってお得！黒ラブ教授のSDGsで 楽しい未来をつくっちゃおう～ お笑いライブヽ(*´∀`)/（長野県、長野県教育委員会、長野市ほか）2018年7月28日
- 体験と学びの環境博、信州環境フェア2018 2030年未来予想～大人も子供も知ってお得！黒ラブ教授のSDGsで楽しい未来をつくっちゃえ～お笑いライブヽ(*´∀`)/（体験と学びの環境博、信州環境フェア2018）2018年7月28日
- 黒ラブ教授の日頃の勉強をエンハンスしちゃおうお笑い科学ライブ(*´д`*)/いろいろな最先端科学、いろんな事を感じちゃおーinスーパーカミオカンデ（飛騨アカデミー）2018年8月5日
- 秋のきいぱすフェスタ よしもと黒ラブ教授の、科学お笑い実験＆ネタライブ：かがくの特技、身につけちゃえ！お笑いﾗｲﾌﾞ(´▽`)/ｯﾌﾞｰ！！(*´д`*)友だち、親を、おどろかせちゃえ！in福井県美浜町（美浜町エネルギー環境教育体験館）2018年9月15日
- よしもとお笑いSDGｓステージ(横浜グローバルサンデーマーケット2018＠日本大通り)2018年9月16日
- 超高速5分 黒ラブ教授のSDGs重要ポイント学んでお笑いミニライブ(´▽`)/in 北九州市（北九州市SDGs未来都市キックオフイベント）2018年11月4日
- 2030年未来予想～知って考えてお得！黒ラブ教授のSDGsで 楽しい未来をつくっちゃおう～ お笑いライブ in仙北市ヽ(*´∀`)/（秋田県仙北市SDGs未来都市宣言・ミニシンポジウム）2018年11月24日
- 笑いと体験で学ぶSDGs広場ライブ（公益社団法人 泉大津青年会議所60周年記念イベント）2018年12月1日

- スタートアップ重要ポイントSDGｓお笑いミニライブッブ(´▽`)/(富山市SDGs推進フォーラム) 2019年1月19日
- 超高速10分 SDGs重要ポイント学んで楽しい未来へ お笑いミニライブ ヽ(*´∀`)/（東北SDGs未来都市サミット・シンポジウム）2019年1月25日
- 2030年未来予想～知って考えてお得！黒ラブ教授のSDGsで 楽しい未来をつくっちゃおう～ お笑いライブ in山陰ヽ(*´∀`)/島根県（SDGｓってなに？2030年の山陰を語ろう）2019年2月9日
- STEAM・黒ラブライブ かがくの特技、身につけちゃえ！うまくいくかな？実験お笑いﾗｲﾌﾞ(´▽`)/ｯﾌﾞｰ！！（静岡トヨペットSKIPランド）2019年2月16.17日
- ～水素エネルギーの展望と燃料電池の最新情報～とやま水素エネルギービジョンを受けてSDGs重要ポイント学んで 2030年楽しい未来・綺麗な環境へ！お笑いライブヽ(*´∀`)/（水素インフラ推進セミナー）2019年3月8日
- 超高速10分 黒ラブ教授のSDGs重要ポイント学んでお笑いﾗｲﾌﾞ(´▽`)/（SDGsって何 ? 港区立エコプラザ）2019年3月16日
- STEM・黒ラブライブ in CANVAS かがくの特技、身につけちゃえ！うまくいくかな？実験お笑いﾗｲﾌﾞ(´▽`)/ｯﾌﾞｰ！！（こどものためのワークショップワークショップコレクション) 2019年3月17日
- Watcha理科ライブ 科学を楽しく伝えるには？科学コミュニケーターから見た授業の作り方(*´д`*)/15ふーん～超高速Ver（WATCHA理科）2019年5月4日
- 黒ラブ教授のかがくの特技、身につけちゃえ！うまくいくかな？～STEAM実験お笑いライブ～友だちを、おどろかせちゃえ！(未来のおもちゃ箱 STEAM FESTIVAL)2019年5月6日
- 100人の科学コミュニケーターで乾杯大交流会、科学コミュニケーションをアップデートせよ！（パネラーとして）2019年5月11日
- 超高速10分 黒ラブ教授のSDGs重要ポイント学んでお笑いﾗｲﾌﾞ(´▽`)/（エコライフ・フェアMINATO2019）2019年5月18日
- 高知県室戸市SDGS科学技術お笑いライブ 知って考えてお得！黒ラブ教授のSDGsで楽しい未来をつくっちゃおう～お笑いライブ in室戸市ヽ(*´∀`)/（笑って分かる！室戸とSDGs）2019年6月30日
- 夏休みグローリー科学体験教室今日からみんなも電力会社！手作り電気を作って、恐竜ロボを動かしまくれ！お笑いらいぶっぶ～ヽ(*´∀`)/株式会社グローリー・関電サービス株式会社・サンズムーン株式会社 グローリー株式会社 2019年7月20日、8月24日
- 知って考えてお得！黒ラブ教授のSDGsで 楽しい未来をつくっちゃおう～ お笑いライブ in北九州ムーブフェスタヽ(*´∀`)/（ムーブフェスタ2019 主催 北九州市男女共同参画センター）2019年7月27日
- 国立科学博物館 サイエンスコミュニケータ・アソシエーション総会（パネラーとして）2019年9月14日
- 滋賀×SDGs交流会「2030年の滋賀と私を考える会議」大津（滋賀県庁）2019年9月21日、彦根（彦根勤労福祉会館 中ホール）2019年10月5日、近江八幡 （近江八幡市勤労者福祉センター）2019年11月15日
- 知って考えてお得！黒ラブ教授のSDGsで 楽しい未来をつくっちゃおう～ 高速ライブ in日星高校！（聖ヨゼフ学園日星高等学校文化祭）2019年10月3日
- 超高速10分 ＳＤＧｓ重要ポイントお笑い授業ヽ(*´∀`)/（宮城県東松島市SDGsシンポジウム）2019年10月17日
- 知って考えてお得！黒ラブ教授のSDGsで 楽しい未来をつくっちゃおう～ 高速お笑いライブヽ(*´∀`)/（おだわらスマートシティフェア）2019年11月9日
- 知って考えてお得！黒ラブ教授のSDGsで 楽しい未来をつくっちゃおう～ お笑いライブ（第56回北九州市私立幼稚園ＰＴＡ大会）2019年11月11日
- リケコン（理系合コン）in川崎駅前GO 主催 NPO法人はたらくらす 2019年11月16日
- SDGsってなに？in山口－世界のことをジモトゴト、ジブンゴトへ（主催 国際協力機構JICA中国 ）2020年1月18日
- 黒ラブ教授の絵画コンクール表彰式お笑い科学ライブ、知ってお得！最先端科学で、楽しい未来をつくっちゃえ～お笑いライブヽ(*´∀`)/（第12回こども絵画コンクール表彰式 主催 ：福岡県遊技業協同組合青年部会）2020年1月11日
- いろんなもので不思議なピアノをつくっちゃえドキドキ体験教室/ガンバレルーヤと黒ラブ教授(ラフアンドピースマザー）2020年3月21日
- 黒ラブ教授のキッズクリエイティブ研究所、自由研究役立っちゃうオンラインお笑い実験ライブin東大本郷　小学生、幼児クラス（キッズクリエイティブ研究所in東大本郷）2020年8月
- 文部科学省のトビタテ！留学JAPAN日本代表プログラムの奨学生イベント 伝えるを伝わるに黒ラブ教授に学ぶコミュニケーション術（文部科学省）2020年8月9日
- 高大連携講座(オンライン)生命・医学2020　ウイルス�新時代への科学技術の動向（樹徳高等学校）2020年9月12日
- 産業技術総合研究所SC研修オンライン　黒ラブ教授に聞く！興味ない人まで振り向かせる？　お笑い×サイエンスコミュニケーション（産業技術総合研究所）2020年11月25日
- ようこそ、よしもと祇園花月へ知ってお得！黒ラブ教授のSDGs　お笑い超高速Point授業ヽ(*´∀`)/（京都府立丹後緑風高等学校網野学舎）2020年12月5日
- 新春企画 新年を笑顔で元気に！コロナ禍を跳ね返す！ビジネスチャンスの見つけ方～地域と企業に笑顔を取り戻す「ＳＤＧｓ」と「ビジネスマッチング」の活用法～（三井住友海上経営サポートセンター）2021年1月13日
- 科学コミュニケーター黒ラブ教授の濃厚科学お笑いＶＲライブヽ(´▽`)/in どこでも博物ふぇす体験版（どこでも博物ふぇす！零）2021年2月6、13日
- ＳＤＧｓって何？知ってお得！黒ラブ教授のSDGsで�楽しい未来！つくっちゃえ�お笑い講演ヽ(*´∀`)/in 越谷市科学技術体験センター（越谷市科学技術センター）2021年3月28日
- 新入生歓迎会とSDGｓ講演ワークショップ　人間教育学部　新入生　SDGsｵﾘｴﾝﾃｰｼｮﾝ　ヽ(*´∀`)/ヨーコソ（奈良学園大学）2021年4月5日
- 世界を変えてる光遺伝学、脳研究最前線トーク、将来、健忘症ゼロ！？効率よく記憶する薬ができる？(黒ラブ教授のSDGsサイエンスONE) 2021年5月8日
- 芸人、大学の先生、科学コミュニケーターからみた興味のない人向けの科学コミュニケーション技術 (広島大学大学院　医系科学研究科)　2021年6月15日
- 日本学術会議若手アカデミーと考えるオープンサイエンス(オープンサイエンス・サミット2021）2021年6月18日
- 知ってお得！黒ラブ教授のSDGsって何？笑って学ぶ超重要Point講座ヽ(*´∀`)/In 青森市立戸山中学校（青森市立戸山中学校）2021年7月1日
- こども霞が関見学デー　特別イベント『4年後がまてない。教えて！「大阪・関西万博2025」』～人気芸人が大阪・関西万博2025をわかりやすく解説！～（内閣府）2021年8月18日

## 受賞歴
- 2012年 サイエンスアゴラ2012 『サイエンスアゴラ賞』『フジテレビ賞』
- 2022年 日本テレビ汐留☆新鮮組　物理学で見る!シミュレーションTV 『キングオブマッドサイエンティスト』